# Xerraire front-rogenc
El xerraire front-rogenc (Garrulax rufifrons) és un ocell de la família dels leiotríquids (Leiothrichidae).

## Hàbitat i distribució
Habita els boscos de les muntanyes de oest de Java.